# Richard Lecomte
Richard Lecomte est un footballeur français né le 30 mars 1964 à Rouen. Il évoluait au poste de défenseur.
Richard Lecomte dispute 67 matchs en Division 1 et 264 matchs en Division 2.
Il entraîne les Voltigeurs de Châteaubriant à partir de la rentrée 2008.

## Carrière
- 1984-1993 :  FC Rouen
- 1994-1997 :  EA Guingamp
- 1997-1998 :  Amiens SC[1]

## Palmarès
- Vainqueur de la Coupe Intertoto en 1996 avec l’EA Guingamp.
- Vice-Champion de France de division 2 en 1995 avec l’EA Guingamp.
- Champion de France de National en 1994 avec l’EA Guingamp.

Champion de D1 avec l'US Vern sur seiche.